# Sponheim-Bolanden

Wappen der Vorderen Grafschaft Sponheim

Die Grafen von Sponheim-Bolanden (ältere Schreibweise: Spanheim, Spanheym) waren ein Zweig des Adelsgeschlechtes der Spanheimer. Sie regierten im 14. Jahrhundert kleine Teile der Grafschaft Sponheim und die halbe Herrschaft Bolanden. Der Name Sponheim-Bolanden (auch Sponheim-Tannenfels, Sponheim-Bolanden-Tannenfels) dient der Unterscheidung von den übrigen Linien der Grafen von Sponheim. Die Sponheim-Bolanden starben 1393 mit Graf Heinrich II. von Sponheim-Bolanden im Mannesstamm aus.

## Übersicht
Die Spanheimer waren an der Wende vom 13. zum 14. Jahrhundert bereits in mehrere Zweige aufgespalten. Stammeltern der Linie Sponheim-Bolanden sind die Eheleute Heinrich I. von Sponheim-Bolanden († vor 1314) und Kunigunde von Bolanden († nach 1297). Da die Spanheimer zum Uradel gehörten, die Bolanden dagegen zu den Reichsministerialen, versah Aloys Schulte ihre Heirat mit dem Terminus einer „Missheirat“, wie auch in gleicher Weise die beiden Ehen ihrer gleichnamigen Cousine Kunigunde von Bolanden, die mit ihrem ersten Ehemann Otto von Bruchsal die Linie Bruchsal-Bolanden begründete, während aus ihrer zweiten Ehe mit Graf Heinrich von Zweibrücken-Eberstein vor 1294 keine Kinder entsprossen.
Der Besitz der Sponheim-Bolanden lag im heutigen Donnersbergkreis und umfasste u. a. Burg Tannenfels, Dannenfels und Kirchheim. Mit Heinrich II. von Sponheim-Bolanden starb dieser Zweig 1393 aus und das Erbe fiel an das Haus Nassau.

### Heinrich I.
Graf Heinrich I. von Sponheim-Bolanden (* um 1255; † vor 1314), ein Sohn des Grafen Simon I. von Sponheim-Kreuznach, heiratete um 1277 Kunigunde von Bolanden (* um 1260; † nach 1296), eine Tochter Philipps von Bolanden. 1277 wurde ihm aus dem Erbe seines Vaters die Burg Böckelheim mit Burgmannen und Zubehör zugesprochen. Die Burg verkaufte er 1278 ohne Rücksicht auf das Vorkaufsrecht seines Bruders Johann I. an den Erzbischof von Mainz Werner von Eppstein, worüber ein Streit zwischen Johann I. und dem Erzbischof entstand, der 1279 bei Gensingen mit Waffengewalt ausgetragen wurde (→ Sage von Michel Mort). Johann I. unterlag dem Erzbischof. Umfangreiche Besitzungen gewann Heinrich durch das Erbe seiner Frau. Nach dem Aussterben der philippinisch-bolandischen Linie übernahmen die beiden 1288 gemeinsam mit ihrem Schwager Graf Albrecht von Löwenstein die philippinische Hälfte der Herrschaft Bolanden. Wie es scheint, veräußerte Albrecht von Löwenstein in der Folge sein Viertel an Heinrich I. und Kunigunde.
Aus Heinrichs Ehe mit Kunigunde von Bolanden entsprossen folgende Kinder:
- Philipp (genannt 1311 bis 1338; † 1338), ⚭ vor 1323 mit Elisabeth von Katzenelnbogen († nach 1337)
- Imagina († 25. Juli 1341), ⚭ vor 1323 mit Eberhard VII. Schenk von Erbach
- Elisabeth (genannt 1323 bis 1332), Meisterin des Stifts Hane bei Bolanden

### Philipp
Graf Philipp von Sponheim-Bolanden (* um 1285; † 1338) ließ sich 1331 von Kaiser Ludwig dem Baiern vom Makel der Unfreiheit (wegen seiner unfrei geborenen Mutter) lossprechen und ließ im gleichen Jahr durch den Kaiser dem Ort Dannenfels städtische Freiheiten und einen Wochenmarkt verleihen. Burg Tannenfels wurde in der Folge bevorzugter Sitz der Linie. Philipp wehrte erfolgreich die Ansprüche der Bruchsal-Bolanden in Bezug auf die von ihren Urahnen errichtete Teilung der Herrschaft Bolanden vom Jahr 1268 ab. Philipp von Sponheim-Bolanden und Otto II. von Bruchsal-Bolanden brachten diese Angelegenheit vor ein Schiedsgericht, das im Jahre 1332 den Sponheim-Bolanden den Besitz ihrer Teilherrschaft Bolanden bestätigte und wonach Otto II. und seine Brüder kein Recht wider die Teilung hätten. Daraufhin ließen sich Otto II. und seine Brüder ihre Rechte an der gesamten Herrschaft Bolanden 1333 in München durch den kaiserlichen Hofrichter Ludwig IV., Herzog von Teck, bestätigen. Philipp wiederum lud seine Lehnsleute 1333 vor den kaiserlichen Hofrichter Konrad von Gondelfingen nach Mainz. Endlich konnte 1335 und 1337 der Streit verglichen werden. Die Herrschaft Bolanden blieb weiterhin geteilt.
Aus Philipps Ehe mit Elisabeth, einer Tochter Diethers VI. von Katzenelnbogen, entsprossen folgende Kinder:
- Kunigunde († nach 1378), ⚭ I. 25. November 1346 mit Raugraf Wilhelm, ⚭ II. 1365 Graf Ludwig von Rieneck
- Heinrich II. (genannt 1342 bis 1393; † vor dem 4. Juli 1393), ⚭ um 1355 mit Adelheit von Katzenelnbogen († 20. August 1397)
- Johann (genannt 1344 bis 1358; † 1383), ⚭ Walpurga von Leiningen

### Heinrich II.
Graf Heinrich II. von Sponheim-Bolanden (* um 1330; † 1393) trat zunächst gemeinsam mit seinem Bruder Johann die Herrschaft an. Johann schied 1350 aus der Herrschaft aus und blieb kinderlos. Heinrich II. regierte lange und schuf sich eine prosperierende Herrschaft. Auf seine Bitten hin verlieh Kaiser Karl IV. seinem Ort Kirchheim am 1. Februar 1368 Stadtrechte.
Philipp von Bruchsal-Bolanden trug 1359 dem Kurfürsten Ruprecht von der Pfalz seine Schlösser Bolanden und Ebernburg gegen Empfang von 300 Gulden zu Lehen auf. Nach Philipps Tod fiel der bolandische Anteil seinem Lehnsherrn Ruprecht von der Pfalz als erledigtes Mannlehen heim. Dieser belehnte am 12. März 1376 den Grafen Heinrich II. von Sponheim-Bolanden „mit dem halben Theil der Veste und Burg Bolanden mit ihren Zugehörungen, nachdem ihm solches Mannlehen ledig geworden war von Philipp von Bolanden selig.“ Unter kurpfälzischer Herrschaft wurde daraus das Amt Bolanden. 1378 und 1388 erwarb Heinrich II. von Graf Eberhard II. von Zweibrücken in zwei Vorgängen die Herrschaft und Burg Stauf.
Aus Heinrichs Ehe mit Adelheit, einer Tochter Johanns II. von Katzenelnbogen, entsprossen folgende Kinder:
- Elisabeth, ⚭ 1374 mit Kraft IV. von Hohenlohe. Aus der Ehe gingen zwei Kinder hervor:
  - Kraft, Domherr in Würzburg († 25. Mai 1405)
  - Anna († 11. Oktober 1410), ⚭ 1385 Graf Philipp von Nassau-Saarbrücken-Weilburg († 2. Juli 1429)

Die Sponheim-Bolanden starben 1393 mit Graf Heinrich II. im Mannesstamm aus. Ihre Hälfte der Herrschaft Bolanden und die Herrschaft Stauf, die Herrschaft Kirchheim und Stauf, kam über die Enkelin Anna von Hohenlohe an Philipp von Nassau-Saarbrücken-Weilburg.

## Wappen

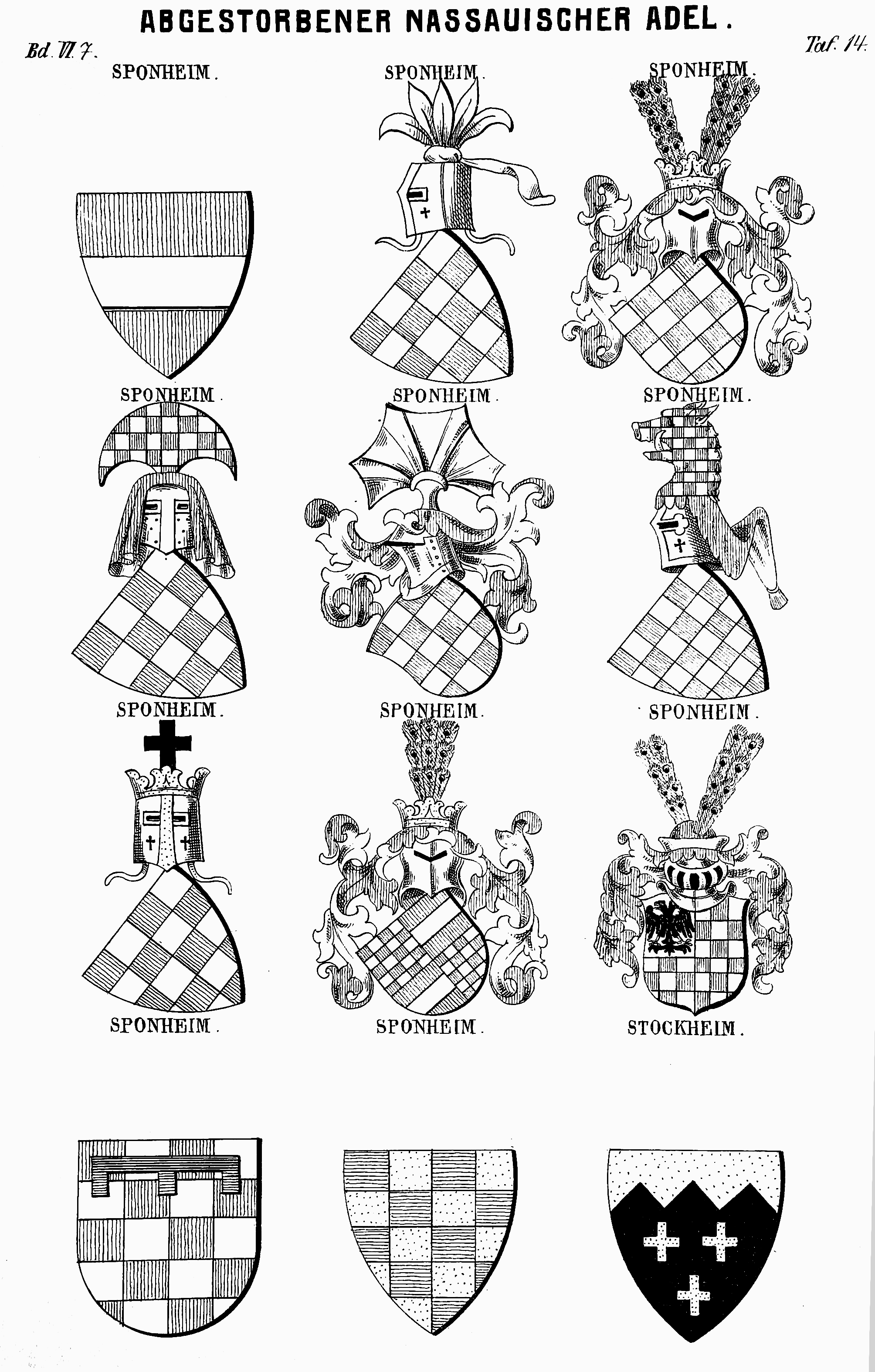
Wappen der Grafen von Sponheim im Neuen Siebmacher Wappenbuch von 1882

Die Sponheim-Bolanden führten das sponheimische Schachbrettwappen. Helmzier und Tingierung sind unbekannt.

## Belege
1. ↑  Aloys Schulte: Der Adel und die deutsche Kirche im Mittelalter, Stuttgart, 1910, S. 319 f. (ULB Düsseldorf)
2. 1 2 3 4  Adolph Köllner: Geschichte der Herrschaft Kirchheim-Boland und Stauf, Wiesbaden, 1854, S. 153–178. (Google Books)
3. ↑  Adolph Köllner: Geschichte der Herrschaft Kirchheim-Boland und Stauf, Wiesbaden, 1854, S. 161. (Google Books)
4. ↑  Adolph Köllner: Geschichte der Herrschaft Kirchheim-Boland und Stauf, Wiesbaden, 1854, S. 72–83. (Google Books)
5. ↑  Adolph Köllner: Geschichte der Herrschaft Kirchheim-Boland und Stauf, Wiesbaden, 1854, S. 79. (Google Books)